# Pietro Ferraris
Pour les articles homonymes, voir Ferraris.
Pietro Ferraris, appelé Ferraris II (né le 15 février 1912 à Verceil, au Piémont et mort le 11 octobre 1991), est un footballeur italien.

## Biographie
En tant qu'attaquant, il est international italien à 14 reprises (1935-1947) pour 3 buts. Avec l'Italie, il participe à la Coupe du monde de football 1938, en France. Il inscrit un but à la 2e minute contre la Norvège lors du premier match, permettant de gagner 2 buts à 1 après prolongation. C'est son seul match dans le tournoi. Il est couronné champion du monde, battant en finale la Hongrie.
Il joue dans des clubs italiens (Pro Vercelli, AC Naples, Ambrosiana-Inter, AC Torino et AC Novare), remportant six fois le championnat d'Italie et deux fois la Coupe d'Italie de football.

## Clubs
- 1929-1932 :  Pro Vercelli
- 1932-1936 :  AC Naples
- 1936-1941 :  Ambrosiana-Inter
- 1941-1948 :  AC Torino
- 1948-1950 :  AC Novare

## Buts en sélection
Il inscrit sur ses 14 sélections avec l'Italie 3 buts :
- le premier : le 5 juin 1938, contre la Norvège (2-1 ap). Buteur à la 2e minute. (Coupe du monde de football 1938)
- le deuxième : le 5 avril 1942, contre la Croatie (match amical)
- le troisième : le 19 avril 1942, contre l'Espagne (match amical)

## Palmarès
- Championnat d'Italie de football
  - Champion en 1938, en 1940, en 1943, en 1946, en 1947 et en 1948
  - Vice-champion en 1941 et en 1942
  - Troisième en 1933 et en 1934
- Coupe du monde de football
  - Vainqueur en 1938
- Coupe d'Italie de football
  - Vainqueur en 1939 et en 1943